# Ludwika Maria Poniatowska
Ludwika Maria Poniatowska herbu Ciołek (ur. 30 listopada 1728, zm. 2 października 1804 w Wiedniu) – córka Stanisława Poniatowskiego i Konstancji Czartoryskiej, siostra króla Polski Stanisława Augusta Poniatowskiego. 
1 sierpnia 1745 wyszła za mąż za Jana Jakuba Zamoyskiego, z którym miała córkę Urszulę Zamoyską. Małżeństwo jednak nie należało do udanych i krótko po urodzeniu córki małżonkowie znaleźli się w separacji. 9 września 1801 wraz z córką Urszulą i Michałem Jerzym Mniszchem darowała Pałac Kazanowskich w użytkowanie przebywającemu na emigracji pretendentowi do francuskiego tronu Ludwikowi (przyszłemu królowi Ludwikowi XVIII). Ostatnie lata życia spędziła w Wiedniu, gdzie zmarła 2 października 1804.